# Rui Pereira
Rui Carlos Pereira (né le 24 mars 1956 à Miranda do Douro) est un juriste et homme politique portugais, proche du Parti socialiste et anciennement ministre de l'Administration interne du Portugal.

## Formation et carrière

### Universitaire et avocat
Il est licencié en droit et titulaire d'un master de sciences juridiques, obtenus à la faculté de droit de l'université de Lisbonne, un établissement où il est professeur de 1987 à 1991, notamment en droit pénal et en droit de la procédure pénale. Il fait également partie du conseil pédagogique et du conseil de rédaction de la revue de la faculté. Entre 1983 et 1990, il exerce la profession d'avocat, ayant dirigé le département du contentieux du syndicat des professeurs de la capitale portugaise.

### Conseiller juridique
De 1990 à 1994, il est conseiller juridique auprès des juges du Tribunal constitutionnel ainsi que membre de la société portugaise de philosophie, à partir de 1992. Professeur invité aux facultés de droit des universités Nova et Lusíada, ainsi qu'à l'Institut supérieur des sciences policières et de sécurité intérieure, il est également l'un des fondateurs de l'observatoire de la sécurité, du crime organisé et du terrorisme (qu'il préside entre 2003 et 2007).
À partir de 1995, il participe à diverses réformes législatives touchant spécifiquement au Code pénal, au Code de procédure pénale et au Code de la route, étant désigné directeur général du Service d'information et de sécurité entre 1997 et 2000.

### Haut fonctionnaire
En 2003, il est élu membre du Conseil supérieur du ministère public par l'Assemblée de la République alors qu'il n'est pas procureur. Il occupe le poste de Coordinateur de l'Unité de mission pour la réforme pénale entre 2005 et 2007, et préside le conseil de rédaction de la revue Sécurité et Défense (2006-2007), étant par ailleurs collaborateur permanent de Revue portugaise de sciences criminelles. Il est élu juge au Tribunal constitutionnel par l'Assemblée de la République le 4 avril 2007. Au cours des nombreuses fonctions qu'il a ainsi exercées, il donne des conférences et publie divers ouvrages et articles sur le droit pénal, le droit de la procédure pénale, la philosophie du droit et la sécurité intérieure.

## Vie politique
Le 18 décembre 2000, il est nommé secrétaire d'État à l'Administration interne par António Guterres dans son second gouvernement. Il est toutefois contraint de le quitter le 8 avril 2002, trois semaines après la défaite du Parti socialiste (PS) aux législatives du 17 mars. Rui Pereira revient au gouvernement le 17 mai 2007 en tant que ministre de l'Administration interne, dans le cabinet dirigé par José Sócrates. Il conserve son poste dans le nouveau gouvernement Sócrates, formé le 26 octobre 2009. Il est remplacé par Miguel Macedo, le 21 juin 2011.